# Apodemia virgulti
Apodemia virgulti is een vlindersoort uit de familie van de prachtvlinders (Riodinidae), onderfamilie Riodininae.
Apodemia virgulti werd in 1865 beschreven door Behr.